# Гетто (фильм, 2006)
«Гетто» (нем. Ghetto) — немецко-литовский военный фильм 2006 года, драма с элементами сюрреализма. Фильм снят по одноимённой пьесе Джошуа Соболя «Гетто». В 2007 году режиссёр Аудрюс Юзенас был номинирован на премию «Ника» в категории «Лучший фильм стран СНГ и Балтии». В 2006 году фильм получил Национальную премию Литвы «Лучший фильм», а в 2007 году на Всемирном еврейском кинофестивале «Еврейский глаз» в Израиле — приз «Лучший художественный фильм».

## Сюжет
Вильнюс, 1941 год. «Окончательное решение еврейского вопроса» на территории, оккупированной нацистами, идёт полным ходом. Обречённых помещают в гетто, которые служат подготовительными станциями для последующей транспортировки в лагеря смерти. Одно из крупнейших гетто в Литве — Виленское гетто, где 15 000 человек заперты на семи улицах, обнесённых стеной. Гетто подчиняется нацистскому коменданту Бруно Киттелю, офицеру с утончёнными манерами — он играет на саксофоне и фортепиано — и с садистскими манерами. Для Киттеля его должность «надсмотрщика за гетто», помимо прочего — способ избежать отправки на фронта.
Для начала Киттель приказывает возобновить работу старого театра гетто для собственного развлечения. Якоб Генс (Хайно Ферх), глава полиции гетто, должен организовать выступления. Те, кто играют, выживают, или по крайней мере, оттягивают срок своей отправки в лагеря смерти.
Киттель влюбляется в чрезвычайно талантливую еврейскую певицу Хаю (Эрика Марожан). Генс должен, с одной стороны, удовлетворить ожидания немецкой администрации и обеспечить порядок в гетто, с другой стороны, сделать, чтобы как можно больше людей могло прожить как можно дольше. У любого, кто «полезен» для вермахта, есть шанс.
В ходе акции Киттель избавился от предыдущего юденрата — органа управления в гетто, и передал всю административную власть Генсу, который тем самым получил максимальную свободу действий. Генс направляет многих жителе гетто на работу в мастерских Вайскопфа, тоже узника гетто, где они чинят пробитую пулями форму вермахта для отправки в армию и где шьют новую форму. Это означает, что эти люди «полезны» для нацистской военной машины и получают «синее разрешение на работу», что хотя бы временно обеспечивает выживание. Генс изо всех сил старается расширить мастерские Вайскопфа, чтобы нанять туда лишних пятьсот человек, чтобы таким образом спасти их от «эвакуации».
В свою очередь, он доказывает Киттелю свой авторитет, приведя в исполнение смертные приговоры троим еврейским торговцам с чёрного рынка, которые нанесли удар и ограбили четвёртого. Генс с бесстрастным видом стоит рядом с тремя мужчинами, чьи крики агонии сопровождают процесс подготовки к повешению, и не обращает внимания на мольбу жены одного из приговорённых, которая падает перед ним, обнимает его за колени и просит пощады.

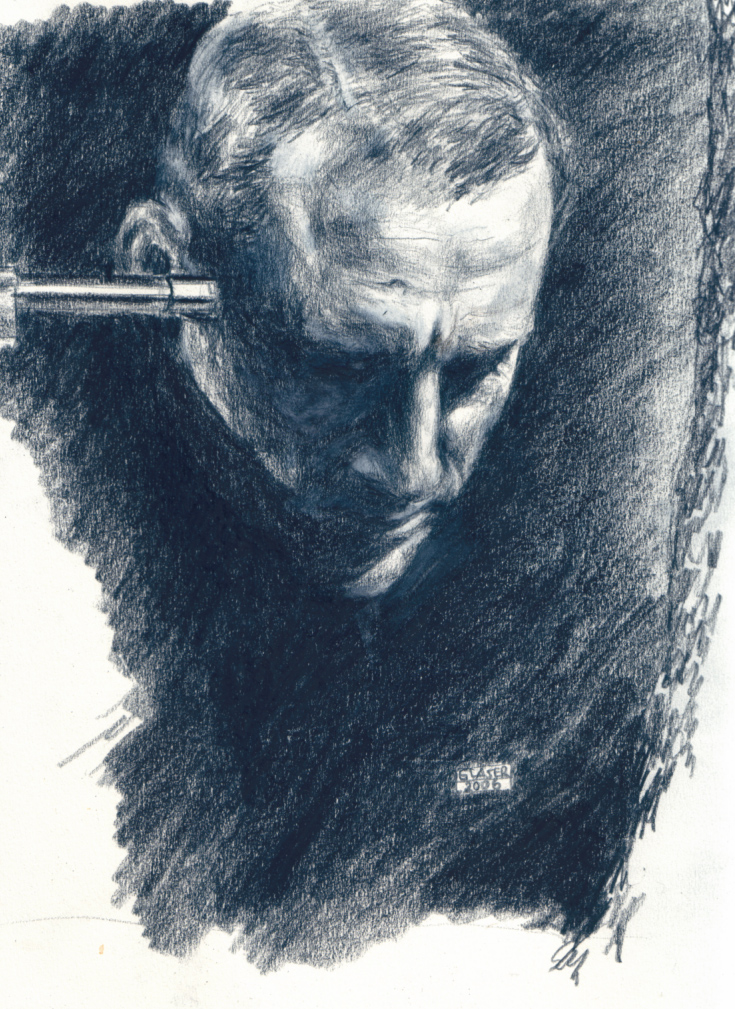
Якоб Генс (Хайно Ферх) пытается покончить с собой после того, как ему пришлось отправить третьего ребёнка из каждой семьи в концлагерь по приказу Киттеля, чтобы претворить в жизнь запрет Гитлера на «размножение» еврейской расы.

Киттель должен регулярно предоставлять своему начальству цифры ликвидации евреев путём расстрела в близлежащем лесу Понары или отправки в лагеря смерти Освенцим и Майданек. Комендатура требует от Киттеля отчета о двух тысячах ликвидированных человек, называемых «единицами». Соседнее гетто в Ошмянах, где находятся четыре тысячи человек, должно быть сокращено до двух тысяч путём «селекции».
Во время оргии немецких офицеров в театре Генс использует пьянство Киттеля, чтобы уговорить его снизить число приговорённых к смерти до пятисот «единиц», пользуясь физической привлекательностью певицы Хаи. Генс снимает с Хаи халат и призывает его прикоснуться к груди Хаи. Онемевший от волнения и пьянства Киттель идет на сделку: пятьсот вместо двух тысяч.
Расовый стыд — это «табу», которое удерживает Киттеля от сексуальных отношений с Хаей. Расовый позор означает смертную казнь для офицера СС. Киттель использует выступление детского хора в театре, чтобы приказать Генсу забрать «лишних» детей из всех семей, имеющих более двух детей, и отправить их в лагеря смерти. Генс получает приказ провести «отбор».
Ночью Генса покидает храбрость смотреть в лицо жизни. Обременённый чувством вины и внезапным осознанием того, что в гетто нет шансов на выживание, он хочет застрелиться. Внезапно, глубокой ночью, спустя много времени после комендантского часа, появляется женщина. Она напоминает Генсу о его ответственности за жителей гетто и препятствует самоубийству.
Два месяца спустя распространяются слухи о стремительном приближении советских войск. Надежда на освобождение Красной Армией растет. В Вильнюсе слышали о восстании в Варшавском гетто. Театрализованное представление открыто показывает, что узники Виленского гетто сочувствуют восстанию в Варшавском гетто. Когда Генс требует не провоцировать немцев в Вильнюсе, когда освобождение так близко, остальные актёры оскорбляют его прямо со сцены, и напоминают, что он сам отдал полицейскому гетто Десслеру приказ отправить на смерть пятьсот узников гетто из Ошмян.
Фронт приближается. Киттель оттягивает свою отправку на фронт «особой необходимостью» — инвентаризацией библиотеки гетто. Он отводит Генса в сторону и предупреждает его, что в тот же день в 16:00 тому придётся отвечать на вопросы в гестапо. Генса обвиняют в том, что он позволил узникам гетто сбежать в лес, чтобы присоединиться к партизанам. Генс не отрицает. Затем Киттель дает Генсу выбор: либо застрелиться, либо быть убитым Киттелем. Генс протягивает Киттелю свое оружие, но тот откладывает убийство.
Киттель позволяет себе последнюю игру. Генс, чья казнь всего лишь отложена на несколько часов, должен быть её зрителем. Труппа должна выйти на сцену и сыграть для Киттеля что-нибудь смешное. Затем они получают вознаграждение — белый хлеб и варенье в больших чанах. Сначала люди едят медленно и с опаской, а потом всё охотнее и радостнее. После этого открываются входные двери сцены. Входят солдаты с автоматами и стреляют, пока не опустеют магазины. Киттель сапогом переворачивает тело Якоба Генса на спину.
Все мертвы, кроме чревовещателя Срулика. Киттель надевает гражданскую одежду, берет футляр саксофона и уходит — неузнанный.

## В ролях
- Хайно Ферх — Якоб Генс
- Себастьян Хюльк — Киттель, немецкий офицер
- Эрика Марожан — Хая
- Андрюс Жебраускас — Срулик, кукловод
- Витаутас Шапранаускас — Вайскопф, портной
- Маргарита Жемелите — Лина, актриса
- Альвидас Шляпикас — Герман Крук
- Йорк Лампрехт — Десслер
- Адрия Чепайте-Палшаускене — Ума
- Дарюс Мяшкаускас — Эрнтген, офицер
- Юргис Дамашявичюс — Тиман
- Эймутис Квосчаускас — Тана
- Кристина Маурусевичуте — Юдит
- Сигитас Рачкис — Кальман
- Вильма Раубайте — Люба
- Эвалдас Ярас — Янкель
- Мантас Вайтекунас — Янош
- Дайва Стубрайте — Элла
- Ева Яцкявивичюте — Итка
- Ксения Орлова — Това
- Кристина Савицките — Елена
- Альгирдас Дайнавичюс — Горштейн
- Валентин Киреев — Ицик Гейвиш
- Кристина Скокова — Ирина, театральная танцовщица
- Аста Баукуте — Дина Абрамович
- Неле Савиченко — доктор Соня

## Номинации
- Ника — номинация (2007)[2]